# أميرسويل
أميرسويل (بالإنجليزية: Ammerswil) هي بلدية في مقاطعة لنسبورغ في كانتون أرجاو في سويسرا. تقع على بعد 3 كيلومتر (2 ميل) جنوب شرق مدينة لينزبورغ.

## التاريخ
تم اكتشاف بعض العناصر المتناثرة من العصر الحجري الحديث في أميرسويل، كانت أول مستوطنة معروفة فيها هي مزرعة ألمانية. تم ذكر قرية أميرسويل لأول مرة في عام 924 باسم Onpretiswilare. وفي عام 1306 تم ذكرها باسم Ombrechtzwile.

## روابط خارجية
- Ammerswil بالألمانية وبالفرنسية وبالإيطالية من قاموس سويسرا التاريخي على الإنترنت.